# 鄭滿植
鄭滿植（韓語：정만식，1974年12月11日—），韓國男演員。

## 演出作品

### 電視劇
- 2009年：KBS《IRIS》飾演 山口鐵也
- 2010年：KBS《叢林魚2》
- 2010年：SBS《雅典娜：戰爭女神》飾演 載赫
- 2011年：MBC《最佳愛情》飾演 張室長
- 2011年：MBC《我也是花》飾演 金道均
- 2012年：MBC《The King 2 Hearts》飾演 李鋼石
- 2012年：SBS《電視劇帝王》飾演 吳鎮元
- 2013年：SBS《聽見你的聲音》飾演 警察（客串）
- 2013年：KBS《Good Doctor》飾演 金載俊
- 2013年：MBC《Drama Festival－搜查部班長－保護王祖賢》飾演 金計長
- 2014年：SBS《江口故事》
- 2014年：SBS《心情好的日子》飾演 姜賢彬
- 2015年：On Style《因為是第一次》飾演 智安的父親
- 2016年：OCN《鄰家英雄》飾演 鄭秀赫
- 2016年：SBS《戲子》飾演 鄭滿植
- 2017年：JTBC《Man to Man》飾演 李東賢
- 2017年：SBS《操作》飾演 全燦秀
- 2018年：MBC《壞爸爸》飾演 朱國成
- 2019年：SBS《VAGABOND》飾演 閔宰植
- 2019年：JTBC《輔佐官2–改變世界的人們》飾演 崔京鐵[1]
- 2020年：TV朝鮮《復仇吧》飾演 金尚久
- 2021年：JTBC《Undercover》飾演 都英傑
- 2022年：SBS《解讀惡之心的人們》飾演 朴大雄（客串）
- 2022年：JTBC《Insider》飾演 楊花
- 2022年：KBS《美男堂》飾演 張斗進
- 2023年：Disney+《恶中之恶》飾演 張京哲
- 2023年：tvN《运气好的日子》飾演 金仲民
- 2024年：Disney+《江南B-Side》饰演 卓舟逸
- 2025年：Disney+《血謎拼圖》飾演 太東殊
- 2025年：JTBC《健將聯盟》飾演 吳鍾九
- 2025年：Channel A《代替旅行》飾演 路人（特別出演）
- TBA：《混凝土市场》饰演 尚勇[2]
- TBA：Disney+《山寨人生》饰演 李基峰

### 電影
- 2005年：《逃學威鳳》飾演 鐵錘
- 2005年：《Aurora公主》飾演 崔警察
- 2006年：《沒禮貌的傢伙們》飾演 腦袋爆裂的流氓
- 2007年：《肌膚的紋理》飾演
- 2007年：《壽》飾演 老幹部B
- 2007年：《極樂島殺人事件》飾演 趙記者
- 2008年：《电影就是电影》飾演 警察
- 2009年：《多管閒事之人》飾演 滿植
- 2009年：《坡州》飾演 拆遷戶4
- 2010年：《深夜FM》飾演 吳靖茂
- 2010年：《不當交易》飾演 孔搜查官
- 2010年：《我們見過嗎》飾演 朴將軍
- 2010年：《黃海》飾演 警探1
- 2011年：《奇怪的客人們》飾演 警察局刑警
- 2011年：《白鯨》飾演 南選手
- 2011年：《家族榮譽4：家門的受難》飾演 伊勢木
- 2011年：《倒計時》飾演 韓室長
- 2011年：《特別搜查本部》飾演 俊碩
- 2012年：《借屍還魂》飾演 斯蒂文·鄭
- 2012年：《銀嬌》飾演 老申
- 2012年：《間諜》飾演 韓組長
- 2013年：《7號房的禮物》飾演 申奉植
- 2014年：《当男人恋爱时》飾演 斗哲
- 2014年：《走到盡頭》飾演 崔刑警
- 2014年：《群盜：民亂的時代》飾演 楊執事
- 2014年：《技術者們》飾演 檢察官
- 2014年：《許三觀》飾演 老申
- 2015年：《地獄奶奶》飾演 勝賢
- 2015年：《奸臣》飾演 刺客
- 2015年：《辣手警探》飾演 全勝吾
- 2015年：《內部者們》飾演 崔忠植
- 2015年：《大虎》飾演 九景
- 2016年：《阿修羅》飾演 都昌學
- 2017年：《是的，家族》飾演 吳誠浩
- 2017年：《保安官》飾演 申日植（友情出演）
- 2017年：《普通人》飾演 申容秀（特別出演）
- 2017年：《獄火重生：金昌洙》飾演 馬尚求
- 2017年：《劍客》飾演 閔勝浩
- 2017年：《軍艦島》饰演 杉上（特别出演）
- 2018年：《猖獗》飾演 學洙
- 2019年：《錢力遊戲》飾演 卞次長
- 2019年：《死亡線的盡頭》飾演 東振
- 2020年：《抓住救命稻草的野獸們》飾演 朴社長
- 2020年：《梨泰院之花》飾演 春培（特別出演）
- 2020年：《OK 老板娘》飾演 機長（特別出演）
- 2021年：《逃出摩加迪休》飾演 孔洙哲
- 2022年：《獵首密令》飾演 梁寶城
- 2022年：《我記得》飾演 姜榮植
- 2023年：《禍亂》饰演 中餐馆老板
- 2023年：《首爾之春》饰演 孔洙赫（特别出演）
- 2024年：《左轮手枪》饰演 赵社长
- 2024年：《Cross》饰演 李上雄
- 待定：《夜行》
- 待定：《Two Heart》

### MV
- 2013年：NC.A《實習老師》（Lip full ver.）

## 外部連結
- 官方网站
- 鄭滿植在韩国电影数据库（KMDb）上的資料（韓語）
- 鄭滿植在NAVER上的资料
- 鄭滿植在HanCinema的頁面（英文）